# Arachis duranensis
Arachis duranensis är en ärtväxtart som beskrevs av Antonio Krapovickas och Walton Carlyle Gregory. Arachis duranensis ingår i släktet jordnötter, och familjen ärtväxter. Inga underarter finns listade i Catalogue of Life.